# 中央 (湖南市)
中央（ちゅうおう）は、滋賀県湖南市にある地名。現行行政地名は中央一丁目から中央五丁目。

## 地理
湖南市の中心部に位置し、北東から南東にかけて針、西で柑子袋、南で平松北、平松、野洲川を挟み北で岩根と接している。

## 歴史
- 1980年（昭和55年）6月30日 - 甲賀郡甲西町（当時）の大字針・大字平松・大字柑子袋の各一部に換地処分を実施、新たに中央一丁目〜中央五丁目を設置（平松土地区画整理事業）。
- 2004年 (平成16年) 10月1日 - 甲西町が甲賀郡石部町と合併、湖南市発足。「湖南市中央」となる。

## 学区
市立小・中学校に通う場合、学区は以下の通りとなる。
| 丁目       | 番地等 | 小学校             | 中学校             |
| ---------- | ------ | ------------------ | ------------------ |
| 中央一丁目 | 全域   | 湖南市立三雲小学校 | 湖南市立甲西中学校 |
| 中央二丁目 | 全域   | 湖南市立三雲小学校 | 湖南市立甲西中学校 |
| 中央三丁目 | 全域   | 湖南市立三雲小学校 | 湖南市立甲西中学校 |
| 中央四丁目 | 全域   | 湖南市立三雲小学校 | 湖南市立甲西中学校 |
| 中央五丁目 | 全域   | 湖南市立三雲小学校 | 湖南市立甲西中学校 |

## 施設

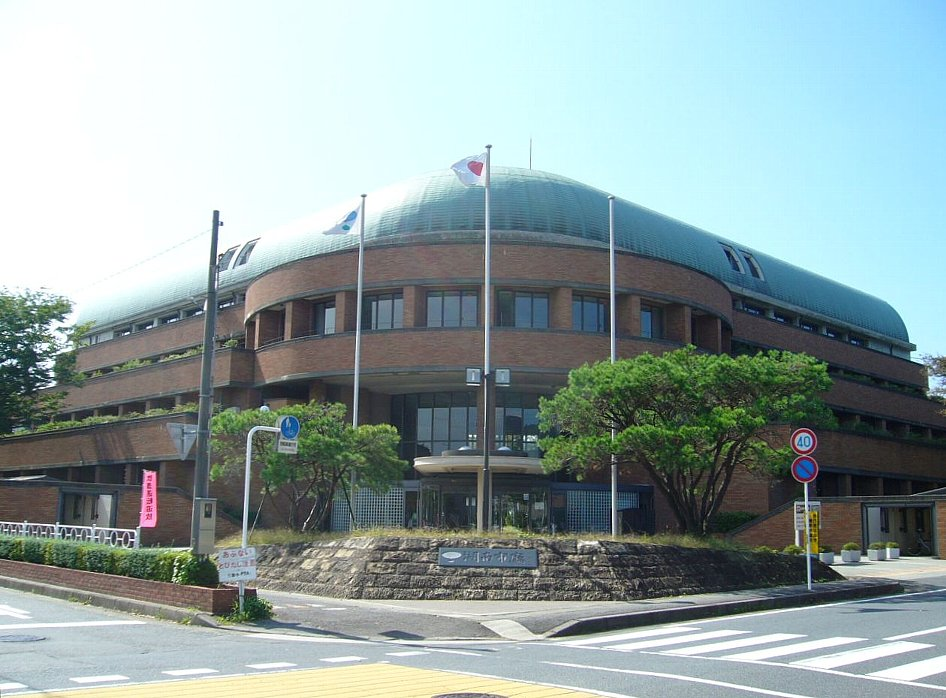
湖南市役所東庁舎
- 湖南市甲西文化ホール
- 湖南市甲西図書館
- 湖南中央消防署
- 日本郵便甲西郵便局

- 湖南市役所東庁舎

## その他

### 日本郵便
- 郵便番号 : 520-3234（集配局：甲西郵便局）